# Liste des conseillers départementaux du Gers
 (octobre 2024).
Si vous disposez d'ouvrages ou d'articles de référence ou si vous connaissez des sites web de qualité traitant du thème abordé ici, merci de compléter l'article en donnant les références utiles à sa vérifiabilité et en les liant à la section « Notes et références ».
Pour un article plus général, voir Conseil départemental du Gers.

## Composition du conseil départemental duGers(34 sièges)
| Partis                             | Élus |
| ---------------------------------- | ---- |
| Majorité (24 sièges)               |      |
| Gers en Commun (DVG)               | 24   |
| Opposition (10 sièges)             |      |
| Gers Autrement (DVD)               | 10   |
| Président du Conseil départemental |      |
| Philippe Dupouy (PS)               |      |

## Liste des conseillers départementaux duGers
La liste des conseillers départementaux du Gers pour la période 2021-2028 :
| Canton                           | Circ. | Conseillers départementaux                    | Etiquette |
| Canton de l'Adour-Gersoise       | 1     | Chantal Sarniguet et René Castets             | DVD       |
| Canton d'Armagnac-Ténarèze       | 2     | Patricia Espéron et Michel Gabas              | DVD       |
| Canton d'Astarac-Gimone          | 1     | Françoise Casalé et Jean-Pierre Salers        | DVG       |
| Canton d'Auch 1                  | 1     | Chantal Dejean-Dupebe et Michaël Aurora       | DVG       |
| Canton d'Auch 2                  | 1     | Charline Dumont et Jérôme Samalens            | DVG       |
| Canton de Baïse-Armagnac         | 2     | Élodie Lanave et Philippe Bret                | DVG       |
| Canton du Fezensac               | 2     | Émeline Lafon et Benoît Desenlis              | DVD       |
| Canton de Fleurance-Lomagne      | 2     | Charlette Boué et Bernard Gendre              | DVG       |
| Canton de la Gascogne-Auscitaine | 2     | Lydie Toison et Bernard Ksaz                  | DVG       |
| Canton de Gimone-Arrats          | 2     | Hélène Rozis Le Breton et Philippe Dupouy     | DVG       |
| Canton du Grand-Bas-Armagnac     | 2     | Isabelle Tintané et Vincent Gouanelle         | DVD       |
| Canton de l'Isle-Jourdain        | 2     | Christine Ducarrouge et Francis Larroque      | DVD       |
| Canton de Lecoure-Lomagne        | 2     | Patricia Fournex-Marrocq et Dominique Gonella | DVG       |
| Canton de Mirande-Astarac        | 1     | Céline Salles et Francis Dupouey              | DVG       |
| Canton de Pardiac-Rivière-Basse  | 1     | Nathalie Barrouillet et Gérard Castet         | DVG       |
| Canton de Val de Save            | 1     | Yvette Ribes et Jean-Pierre Cot               | DVG       |